# Monument Dirgantara
Le monument Dirgantara (Monumen Patung Dirgantara) ou monument Gatot Kaca est  un monument situé à Jakarta-Sud. Il représente Ghathotkacha. Il a été commandé par le président Soekarno en 1964 en hommage à l'armée de l'air indonésienne.